# Вальдемар IV Аттердаг
Вальдема́р IV А́ттердаг (дат. Valdemar Atterdag; Аттердаг — «Снова День»; 1320[…], Tikøb, Хельсингёр — 24 октября 1375[…], замок Гурре, Хельсингёр) — король Дании с 22 июня 1340 года.

## Биография
Сын Кристофера II; когда умер отец его (2 августа 1332), он был в Германии; вернувшись в Данию, он нашёл в ней полную анархию, страной правили регенты.
После продолжительных междоусобиц, замечательных тем, что ганзейцы действовали заодно с Вальдемаром, он к 1343 году вернул себе Шлезвиг, Зеландию и другие острова. По договору от 29 августа 1346 года Вальдемар Аттердаг продал за 19 тысяч марок серебра Эстляндию великому магистру Тевтонского ордена Генриху Дуземеру, который вскоре передал её ландмейстеру Тевтонского ордена в Ливонии Госвину фон Херике. На вырученные за продажу Эстляндии деньги Вальдемар возвратил себе многие домены датской короны. Аристократы, недовольные крутыми мерами Вальдемара, несколько раз восставали против него; окончательно побороть их Вальдемару удалось лишь в 1360 году. В этом же году он завладел уже всей Ютландией и у шведов отнял Сконе (проданную в 1332 г. как залог).
С этих пор Дания стала первой балтийской державой, а Вальдемар стал любимцем народа, национальным героем датчан. Его высоко чтили и любили за то, что он восстановил политическую целостность Дании. Ошибка Вальдемара состояла в том, что, водворив в Дании абсолютизм, он слишком увлекся внешними предприятиями. Выполнение его обширных политических замыслов было непосильно только что объединённому королевству. Вальдемар прежде всего решил возвратить Дании те границы, в каких она была при Вальдемаре II Победоносном, затем подчинить своему скипетру южную Швецию и Готланд и достигнуть полного господства на Балтийском море.
Первым шагом к осуществлению этих планов, был поход на Готланд в 1361 году. Шведы называли этот остров ключом к трем северным государствам; главный город его, Висбю, имел важное значение в истории Ганзейского союза. Шведский король Магнус, ввиду внутренних смут, начавшихся в его королевстве, без сопротивления уступил Готланд Вальдемару. Этот факт вызвал первую войну Вальдемара с ганзейскими городами. Последние на Грайфсвальденском конгрессе решили отстоять самостоятельность Висбю и вытеснить датчан из южной Швеции.
Первая война ганзейцев с Вальдемаром окончилась поражением первых; в битве при Хельсингборге в 1362 году они были разбиты и в 1365 году заключили мир в Вордингборге. В 1367 году города заключили между собой известную Кёльнскую конфедерацию; здесь решено было возобновить войну с датским королём.
К 57 ганзейским городам примкнули короли шведский и норвежский. Вторая война началась в 1368 году. Союзный флот действовал весьма удачно: пал Копенгаген, занят был Хельсингборг, власть ганзейцев признали провинция Скания и острова Мён, Фальстер и Лолланн. Зунд был во власти ганзейцев, им принадлежало господство на Балтийском море. В 1370 году заключен был Штральзундский мир; он составляет эпоху в истории Ганзы. По условиям этого мира ганзейцы получили право свободно торговать во всех трёх скандинавских королевствах, привилегии их были расширены; в залог прочности мира города получили во временное владение все важнейшие крепости в южной Швеции. От ганзейцев стал зависеть и самый престол Дании: по Штральзундскому договору никто не мог быть избран в короли Дании без предварительного на то согласия ганзейских городов. Через пять лет после Штральзундского мира Вальдемар умер.
В последние годы своего царствования он обратил внимание на внутренние реформы; проведены были новые дороги, построено несколько пограничных крепостей.
Сын Вальдемара принц Христофор умер в 1363 году в борьбе с ганзейцами; единственная наследница его Маргарита была замужем за норвежским королём Хаконом Магнуссоном. С Вальдемаром IV в Дании прекратилась династия Свена Эстридсена.

## Дети
У Вальдемара IV и его жены Хельвиг Шлезвигской было как минимум шестеро детей:
- Христофор, герцог Лолланна (1344—1363)
- Маргарита (1345—1350), была обручена с Генрихом III Мекленбургским
- Ингеборга (1347—1370), замужем за Генрихом III Мекленбургским, бабушка короля Дании, Норвегии и Швеции Эрика Померанского
- Катарина (1349); умерла в младенчестве
- Вальдемар (1350); умер в младенчестве
- Маргарита (1353—1412), королева Дании, Норвегии и Швеции

## Галерея
- Праздник у Вержинека. Картина Яна Матейко (Вальдемар Аттердаг в шлеме с султаном)
- Вальдемар Аттердаг берёт Висбю. Картина Расмуса Кристиансена